# Force Ten
Force Ten är en låt av Rush. Den släpptes som singel och återfinns på albumet Hold Your Fire, utgivet den 8 september 1987.
Musiken till "Force Ten" skrevs av sångaren och basisten Geddy Lee och gitarristen Alex Lifeson, medan texten skrevs av trummisen Neil Peart och Pye Dubois. Dubois hjälpte även med texten till "Tom Sawyer" och några få andra Rush-låtar.
"Force Ten" spelades live 495 gånger.